# Henneberg (Johanngeorgenstadt)

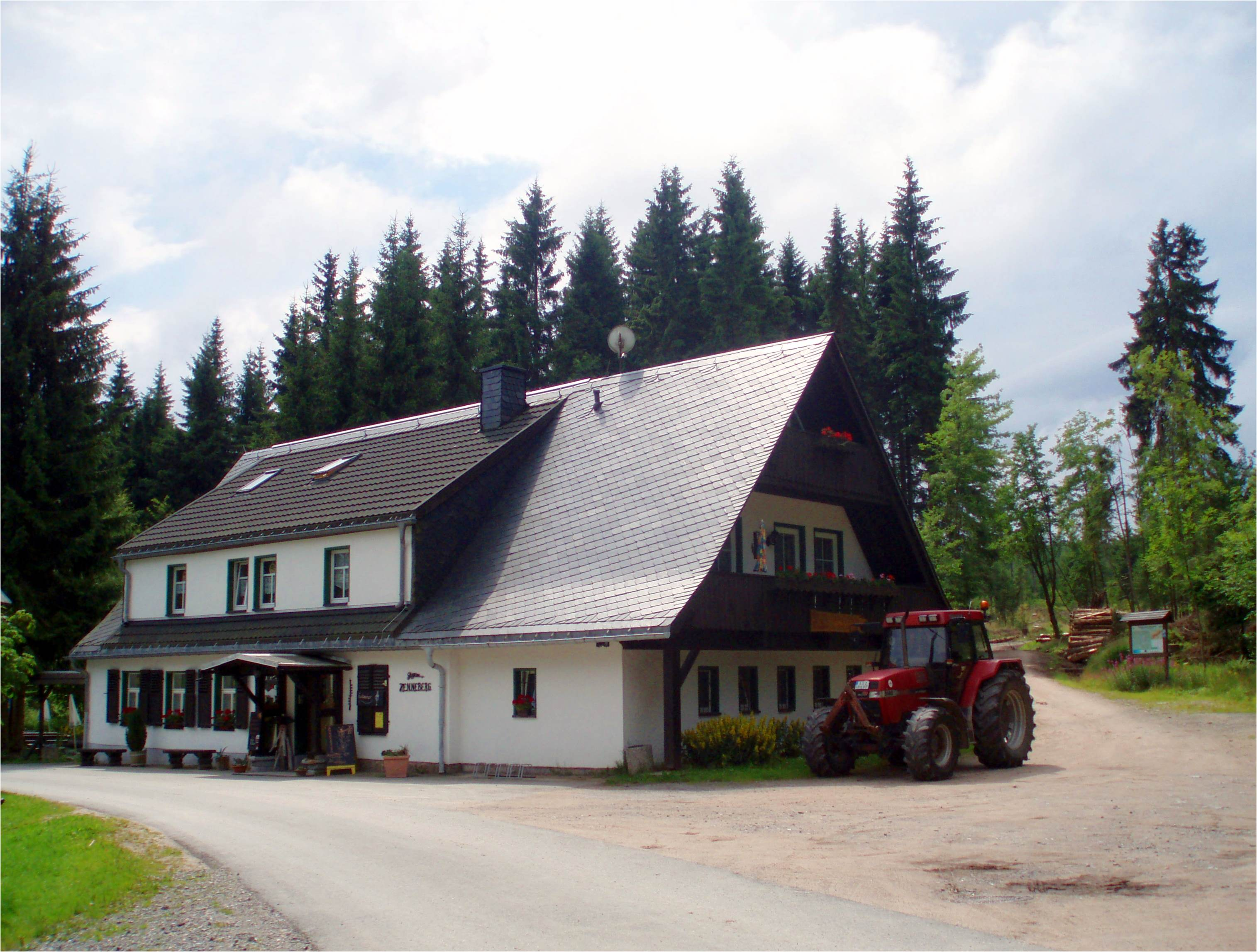
Ausflugsgaststätte Henneberg mit Weg nach Hirschenstand

Henneberg ist ein Ortsteil von Johanngeorgenstadt im Erzgebirgskreis im Freistaat Sachsen.

## Geografische Lage
Die Henneberger Häuser liegen in einer Höhenlage von über 900 m östlich des Hochmoores Kleiner Kranichsee unweit der Grenze zur Tschechischen Republik mitten im Fichtenwald und sind nur über eine Forststraße über Jugel zu erreichen. Zu dieser bis 1935 selbständigen Gemeinde gehörte Henneberg ursprünglich. Südlich der Siedlung liegt direkt an der Grenze der Buchschachtelberg.

## Geschichte

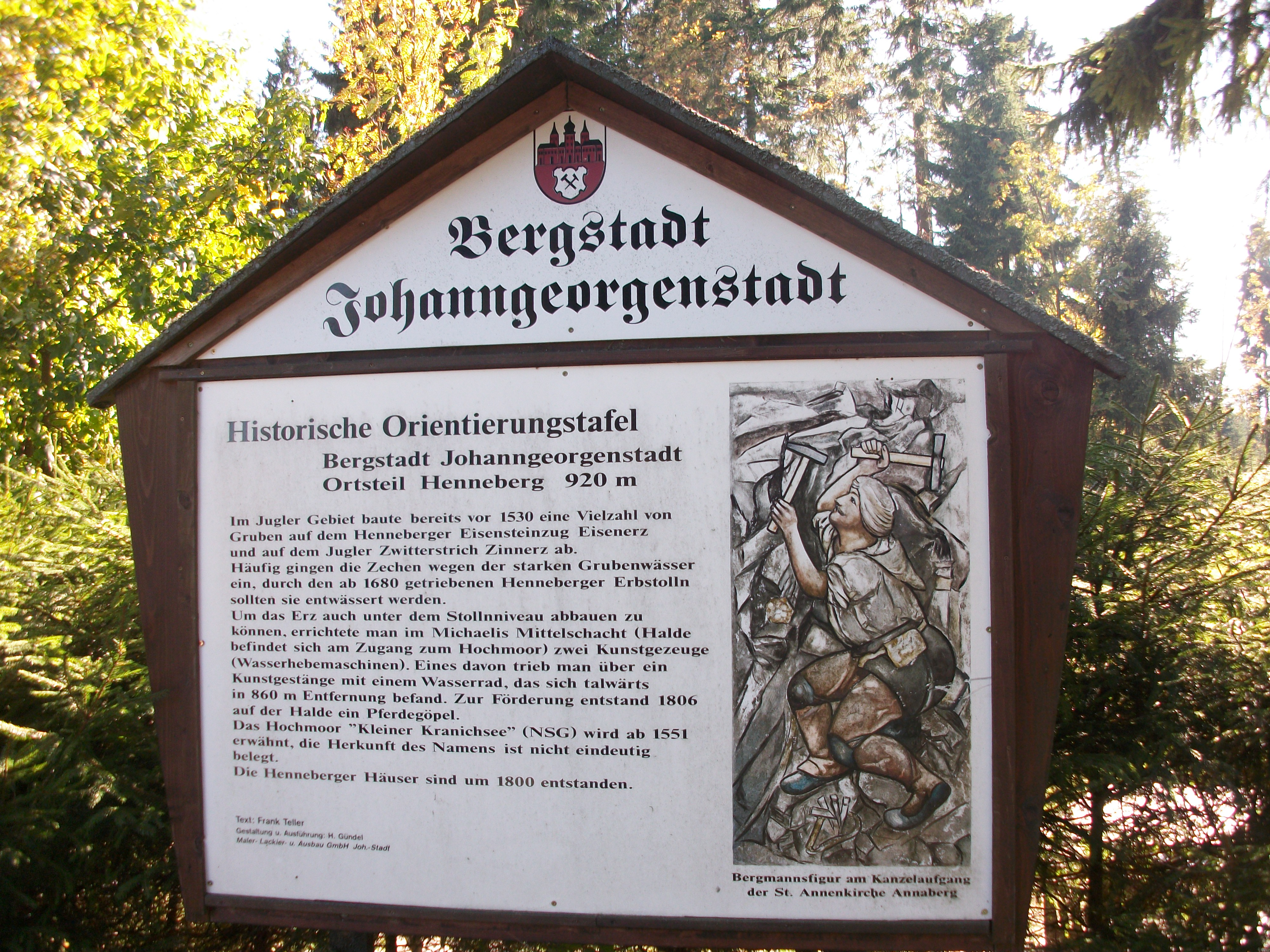
Henneberg, Historische Orientierungstafel

Im Gebiet um Henneberg befand sich ein reichhaltiger Eisenerzzug sowie ein Zwitterstrich (Zinn), die bereits zu Beginn des 16. Jahrhunderts durch mehrere Gruben abgebaut worden sind. Der Name geht auf die 1508 gemutete Grube "Alte Henne" zurück, aus der Eistenstein gewonnen wurde. Aufgrund der starken Grubenwässer soffen viele der Gruben oftmals ab. Erst der Bau des sogenannten Henneberger Erbstollens ab 1680 schaffte hier Abhilfe. Das neue Henneberger Zechenhaus, das im Sächsischen Meilenblatt von 1791 eingezeichnet ist, bildete den Ursprung der heutigen Siedlung. Daneben gab es etwas weiter südöstlich das alte Henneberger Zechenhaus. Außerdem entstand hier 1806 ein Pferdegöpel. Östlich des Kleinen Kranichsees in Richtung Henneberger Häuser wurde noch bis zum Jahre 1923 Torf abgebaut und dadurch Teile des Hochmoores abgetragen. 
Nach dem Zweiten Weltkrieg zog in eines der beiden Henneberger Häuser ein Betriebsferienheim des VEB Synthetex Lichtentanne mit öffentlicher Gaststätte ein, aus dem die heutige Ausflugsgaststätte hervorgegangen ist, die seit 1988 von der gleichen Familie geführt wird.

## Sehenswürdigkeiten
Unmittelbar nordwestlich von Henneberg befindet sich der unter Naturschutz stehende Kleine Kranichsee, eines der bedeutendsten Hochmoore des sächsischen Erzgebirges.